# Begonia quadrialata
Espèce
Synonymes
- Begonia calabarica Stapf[1]
- Begonia modica Stapf[1]
- Begonia poikilantha Gilg ex Engl.[1]
- Begonia quadrialata subsp. quadrialata[1]
- Begonia whytei Stapf[1]

Begonia quadrialata est une espèce de plantes de la famille des Begoniaceae. Ce bégonia est originaire d' Afrique. L'espèce fait partie de la section Loasibegonia. Elle a été décrite en 1894 par Otto Warburg (1859-1938). L'épithète spécifique quadrialata signifie « à quatre ailes », en référence à la forme du fruit.

## Répartition géographique
Cette espèce est originaire des pays suivants : Angola ; Cameroun ; Côte d'Ivoire ; Gabon ; Guinée ; Liberia ; Nigeria ; République du Congo ; République démocratique du Congo ; Sierra Leone.